# Große Himalaya-Weißbauchratte
Die Große Himalaya-Weißbauchratte (Niviventer niviventer) ist ein Nagetier in der Gattung der Weißbauchratten, das in Asien verbreitet ist. Mehrere in neueren Abhandlungen als Arten gelistete Populationen zählten früher zu dieser Art. Vermutlich stellt die Art die Schwestergruppe zu einem Taxon, das aus der Kleinen Himalaya-Weißbauchratte (Niviventer eha) und der Brahma-Weißbauchratte (Niviventer brahma) gebildet wird, dar. Die drei Arten scheinen zu einer Entwicklungslinie zu zählen, aus der auch die Coxing-Weißbauchratte (Niviventer coninga), Niviventer lopides und die Indochinesische Weißbauchratte (Niviventer tenaster) stammen.

## Merkmale
Die Große Himalaya-Weißbauchratte ist mit einer Kopf-Rumpf-Länge von 133 bis 160 mm und einem etwa 212 mm langen Schwanz nur ein mittelgroßer Gattungsvertreter, jedoch größer als die Kleine Himalaya-Weißbauchratte. Gewichtsangaben fehlen. Typisch ist weiches Fell mit einer rötlichen Farbe oberseits, die eine rostfarbene Tönung besitzen kann und einer fast gänzlich weißen Unterseite, bis auf gelbbraune Flecken auf dem Bauch und am Hals, bei wenigen Exemplaren. Die oberseitige Färbung ist weniger intensiv als bei der Kastanien-Weißbauchratte. Am Schwanz sind die Oberseite und die Spitze dunkel, während die vordere Unterseite hell ist. Auf den weißen Füßen befindet sich ein brauner Strich. Der erste Zeh ist sehr klein und trägt eine kleine Kralle. Weibchen besitzen acht paarig angeordnete Zitzen, die etwa gleichmäßig über die Unterseite verteilt sind.

## Verbreitung
Wie aus dem Namen erkenntlich, lebt das Nagetier im Himalaya und in vorgelagerten Gebirgen in Nepal, Bhutan, dem nördlichen Indien und Myanmar. Einzelfunde aus dem Norden Vietnams und aus der chinesischen Provinz Guangxi könnten zu dieser Art zählen. Die Exemplare halten sich im Flach- und Bergland bis 3600 Meter Höhe auf. Sie bewohnen Laub-, Nadel, Misch- und Galeriewälder.

## Lebensweise
Die Große Himalaya-Weißbauchratte gräbt oft im Erdreich, bewegt sich auf dem Boden und klettert selten in Gewächsen. Sie ist nachtaktiv und frisst vermutlich Pflanzensamen, Blätter und Gliedertiere. Aufgrund der niedrigen Temperatur im Verbreitungsgebiet sterben sehr viele, der bei Geburt 2,8 g schweren Neugeborenen. Die Nachkommen sind anfänglich blind, öffnen ihre Augen nach 18 bis 22 Tagen, erhalten 25 bis 30 Tage Muttermilch und werden eine Woche später selbständig.

## Gefährdung
Die größten Bedrohungen stellen Brände und wechselnde Nutzung von Anbauflächen dar. Die Gesamtpopulation wird als groß eingeschätzt. In Indien zählte das Tier 1972 zu den Pflanzenschädlingen. Die IUCN listet die Art als nicht gefährdet (least concern).